# Gale Bruno van Albada
Gale Bruno van Albada (Amsterdam, 28 maart 1912 – aldaar, 18 december 1972) was een Nederlands sterrenkundige. Hij is vooral bekend van zijn waarnemingen van dubbelsterren en zijn studies naar de evolutie van clusters van sterrenstelsels.

## Biografie
Van Albada was de zoon van de legerarts Bruno Lieuwes van Albada en jonkvrouw Johanna Antonia van Rappard. Hij studeerde aan de Universiteit van Amsterdam, alwaar hij in 1945 promoveerde onder Anton Pannekoek en Jacob Clay op een proefschrift met de titel Een onderzoek van lijnintensiteiten in eenige sterspectra van het tweede type.  Hij deelde Pannekoeks communistische ideologie en in de jaren 1930 was zijn broer Piet van Albada een metgezel van Marinus van der Lubbe.
In 1938 huwde hij Lea Berreklouw, met wie hij één zoon had, Robert, geboren 6 mei 1939. Kort na de oorlog werd dit huwelijk ontbonden. 
Van Albada was directeur van het Bosscha-observatorium op Java van mei 1949 tot juli 1958. Op 1 augustus 1950 huwde hij de sterrenkundige Elsa van Dien, die rond dezelfde tijd ook werkzaam was aan het Bosscha-observatorium. Het stel kreeg drie kinderen, van wie er één (Geert Dick van Albada) ook sterrenkundige werd. Vanwege het steeds slechter wordende politieke klimaat in Indonesië, verliet het gezin Java in 1958. In 1959 volgde Van Albada Herman Zanstra op als hoofd van de faculteit astronomie van de Universiteit van Amsterdam en nog datzelfde jaar werd hij benoemd tot gewoon hoogleraar astronomie aan dezelfde universiteit. Deze functie behield Van Albada tot aan zijn overlijden in 1972, op 60-jarige leeftijd.
Planetoïde (2019) van Albada en maankrater van Albada zijn naar hem vernoemd. 
- Biografisch Portaal: 58276699
- CiNii: DA16641092
- International Standard Name Identifier: 0000 0000 4860 2394
- Library of Congress Control Number: no2006062841
- Mathematics Genealogy Project: 112493
- Nederlandse Thesaurus van Auteursnamen: 072584297
- Réseau des bibliothèques de Suisse occidentale: 02-A012496557
- Virtual International Authority File: 26819257
- WorldCat: E39PBJgHhWvxgxXxJxwWHXWdQq